# Viviz
Viviz (tiếng Hàn: 비비지; Romaja: Bibiji; cách điệu là VIVIZ) là một nhóm nhạc nữ Hàn Quốc được thành lập vào năm 2021 và ra mắt vào năm 2022. Nhóm bao gồm 3 thành viên: Eunha, SinB và Umji. Nhóm ra mắt vào ngày 9 tháng 2 năm 2022 với mini album đầu tay Beam of Prism.

## Tên gọi
Tên của nhóm, Viviz, là viết tắt của cụm từ "Vivid dayz", tập hợp các khái niệm "rõ ràng, mãnh liệt và những ngày". Theo BPM, cái tên được định nghĩa là "hãy trở thành những nghệ sĩ luôn tự hào thể hiện màu sắc riêng của mình với thế giới". Ngoài ra, tên phiên âm tiếng Hàn của nhóm là Bibiji (tiếng Triều Tiên: 비비지) được đặt theo âm tiết cuối cùng trong tên của 3 thành viên: Eunha (Jung Eun-bi), SinB (Hwang Eun-bi) và Umji.

## Lịch sử

### 2021–nay: Hình thành, ra mắt vớiBeam of PrismvàQueendom 2
Ngày 6 tháng 10 năm 2021, có thông báo rằng Eunha, SinB và Umji — các cựu thành viên của GFriend — đã ký hợp đồng với BPM Entertainment và sẽ ra mắt với tư cách là một bộ ba. Ngày 8 tháng 10, tên của nhóm được công bố là Viviz.

Ngày 9 tháng 2 năm 2022, Viviz phát hành mini album đầu tay Beam of Prism với bài hát chủ đề "Bop Bop!" thuộc thể loại nhạc dance-pop. Sau khi phát hành mini album, nhóm bắt đầu chuỗi hoạt động quảng bá trên chương trình M Countdown của Mnet vào ngày 10 tháng 2. Ngày 16 tháng 2, nhóm nhận được giải thưởng đầu tiên trên chương trình âm nhạc tại Show Champion của đài MBC M chỉ sau 7 ngày kể từ khi ra mắt.
Ngày 21 tháng 2, Mnet thông báo Viviz sẽ tham gia vào mùa 2 của chương trình thực tế sống còn Queendom cùng với các nhóm LOONA, WJSN, Brave Girls, Kep1er và nghệ sĩ solo Hyolyn. Cuối cùng, 3 cô gái dừng chân ở vị trí thứ 3 với số điểm 54,419, sau WJSN và LOONA.

## Thành viên
| Hình ảnh | Nghệ danh | Nghệ danh | Tên khai sinh | Tên khai sinh | Tên khai sinh | Tên khai sinh   | Ngày sinh        | Nơi sinh                            |
| Hình ảnh | Latinh    | Hangul    | Latinh        | Hangul        | Hanja         | Hán-Việt        | Ngày sinh        | Nơi sinh                            |
| -------- | --------- | --------- | ------------- | ------------- | ------------- | --------------- | ---------------- | ----------------------------------- |
|          | Eunha     | 은하      | Jung Eun-bi   | 정은비        | 丁恩妃        | Đinh Ân Phi     | 30 tháng 5, 1997 | Geumcheon-gu, Seoul, Hàn Quốc       |
|          | SinB      | 신비      | Hwang Eun-bi  | 황은비        | 黃恩妃        | Hoàng Ân Phi    | 3 tháng 6, 1998  | Cheongju, Chungcheong-buk, Hàn Quốc |
|          | Umji      | 엄지      | Kim Ye-won    | 김예원        | 金藝源        | Kim Nghệ Nguyên | 19 tháng 8, 1998 | Yeonsu-gu, Incheon, Hàn Quốc        |

## Danh sách đĩa nhạc

### Mini album
| Tên           | Chi tiết | Vị trí cao nhất | Doanh số |
| Tên           | Chi tiết | KOR             | Doanh số |
| ------------- | --- | --------------- | -------- |
| Beam of Prism | - Phát hành: 9 tháng 2, 2022 - Hãng đĩa: BPM Entertainment - Định dạng: CD, tải kỹ thuật số, phát trực tuyến | 2               | TBA      |
| Summer Vibe   | - Phát hành: 6 tháng 7, 2022 - Hãng đĩa: BPM Entertainment - Định dạng: CD, tải kỹ thuật số, phát trực tuyến |                 |          |

### Đĩa đơn
| Tên        | Năm  | Vị trí cao nhất | Album         |
| Tên        | Năm  | KOR             | Album         |
| ---------- | ---- | --------------- | ------------- |
| "Bop Bop!" | 2022 | 114             | Beam of Prism |
| "Loveade"  | 2022 |                 | Summer Vibe   |

## Danh sách phim

### Chương trình thực tế
| Năm  | Tên        | Kênh | Vai trò  | Nguồn  |
| ---- | ---------- | ---- | -------- | ------ |
| 2022 | Queendom 2 | Mnet | Thí sinh | [ 10 ] |

## Giải thưởng và đề cử

### Chương trình âm nhạc

#### Show Champion
| Năm  | Ngày       | Bài hát    | Điểm |
| ---- | ---------- | ---------- | ---- |
| 2022 | 16 tháng 2 | "Bop Bop!" | 7541 |

#### M Countdown
| Năm  | Ngày       | Bài hát    | Điểm |
| ---- | ---------- | ---------- | ---- |
| 2022 | 17 tháng 2 | "Bop Bop!" | 6564 |